# Szalkai Kanyó Leona
Szalkai Kanyó Leona (Magyarkanizsa, 1934. február 9. – Nova Gorica, 1984. június 19.) költő.

## Életútja
Az újvidéki pedagógiai főiskola magyar szakán végzett. Írásait Váltó Éva álnéven közölte a Magyar Szó és a 7 Nap. Az 1960-as évek második felétől magyar nyelvű kiadói lektor, szedő Münchenben. 1972-ben elindította a Vagyunk c. lapot.
1975-ben koholt vádak alapján másfél év börtönbüntetésre ítélték, szabadulása után két évig útlevelet sem kapott. 1978-tól folytathatta müncheni munkáját.

## Főbb művei
- Tűzijáték (München, 1973)
- Fáklya lobbant az ég felé (München, 1978)
- Nézem a kígyót (München, 1978)
- Bóra (München, 1980)
- Embernyi szó a tenyeredben (München, 1980)
- Ha ideér az est (München, 1981)
- Hazatérés /vál., szerk.: Székely András Bertalan/ (Kanizsa, 1995)

## Szakirodalom
Tűz Tamás: Látvány és hit. in: Angyal mondd ki csak félig, Oakville, 1974. 125-128. old.